# Joel Aldrich Matteson

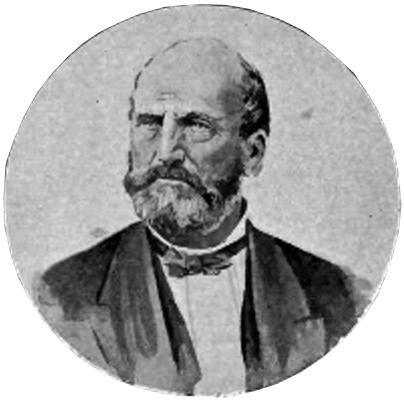
Joel Aldrich Matteson

Joel Aldrich Matteson (* 8. August 1808 in Watertown, Jefferson County, New York; † 31. Januar 1873 in Chicago, Illinois) war ein US-amerikanischer Politiker und von 1853 bis 1857 der zehnte Gouverneur des Bundesstaates Illinois.

## Frühe Jahre und politischer Aufstieg
Joel Matteson besuchte die örtlichen Schulen seiner Heimat. Vor seiner Ankunft in Illinois war er Grundschullehrer im Staat New York; danach half er beim Eisenbahnbau im Süden. Im Jahr 1837 ließ er sich in Joliet (Illinois) nieder. Dort betrieb er unter anderem eine Weberei. Zwischen 1842 und 1853 war Matteson Abgeordneter im Repräsentantenhaus von Illinois. Nachdem er von der Demokratischen Partei als Kandidat für die Gouverneurswahl des Jahres 1852 nominiert worden war, gewann er diese am 2. November.

## Gouverneur von Illinois
Mattesons vierjährige Amtszeit begann am 10. Januar 1853. Als Gouverneur setzte er sich für ein verbessertes Schulsystem ein. 1853 wurde die Illinois Wesleyan University in Bloomington gegründet. Ebenfalls 1853 fand die erste Staatsausstellung von Illinois statt. Der Gouverneur förderte den weiteren Ausbau der Eisenbahn in seinem Staat. Die Strafanstalt in Alton wurde erweitert und die landwirtschaftliche Gesellschaft von Illinois wurde gegründet. In seiner Amtszeit wurde die Republikanische Partei gegründet, die bald für viele Jahre die Gouverneure von Illinois stellen sollte. Im Mai 1856 fand der erste regionale Parteitag dieser Partei in Illinois statt. Auch der erste republikanische Präsident Abraham Lincoln hatte seine politischen Wurzeln in Illinois. Matteson war der letzte Gouverneur der Demokraten bis 1893.

## Weiterer Lebensweg
Da Matteson aufgrund einer Verfassungsklausel nicht direkt wiedergewählt werden durfte, schied er am 12. Januar 1857 aus dem Amt aus. Er wurde dann Präsident der Eisenbahngesellschaft Chicago and Alton Railroad. Joel Matteson starb im Januar 1873. Er war mit Mary Fish verheiratet, mit der er sieben Kinder hatte.